# Je staat niet alleen
Je staat niet alleen is een nummer van de Nederlandse zanger Guus Meeuwis uit 2018. Het is de derde single van zijn elfde studioalbum Geluk.
"Je staat niet alleen" is een vrolijk nummer met als boodschap dat je het alleen niet redt in het leven, maar je ook niet alleen staat. Het nummer bereikte, ondanks enige airplay op de radio, geen Nederlandse hitlijsten. Wel bereikte het in Vlaanderen de 34e positie in de Tipparade.

## Tracklijst
- Muziekdownload

1. "Je staat niet alleen" - 3:19